# The Table
The Table – siódmy minialbum południowokoreańskiej grupy NU’EST, wydany 21 października 2019 roku przez Pledis Entertainment. Płytę promował główny singel „Love Me”. Album sprzedał się w liczbie 212 499 egzemplarzy (stan na grudzień 2019 roku).

## Lista utworów
| CD | CD                                                              | CD                         | CD                                                             | CD                        | CD      |
| Nr | Tytuł utworu                                                    | Tekst                      | Kompozycja                                                     | Aranżacja                 | Długość |
| -- | --------------------------------------------------------------- | -------------------------- | -------------------------------------------------------------- | ------------------------- | ------- |
| 1. | „Call me Back”                                                  | Baekho, JR, Bumzu          | Bumzu, BaekhoPark Gi-taeAaron FreshJo Michael (Singing Beetle) | Park Gi-tae               | 3:09    |
| 2. | „Love Me”                                                       | Baekho, JR, Bumzu          | Bumzu, Baekho, Park Gi-tae                                     | Bumzu, Park Gi-tae, Nmore | 3:03    |
| 3. | „One Two Three”                                                 | Baekho, Minhyun, JR, Bumzu | Bumzu, Baekho, Anchor                                          | Bumzu, Anchor             | 3:23    |
| 4. | „Trust me”                                                      | Baekho, JR, Bumzu          | Bumzu, Baekho                                                  | Bumzu                     | 3:21    |
| 5. | „Bamsae” (kor. 밤새, ang. Stay Up All Night)                    | Baekho, JR, Bumzu          | Bumzu, Baekho, Park Gi-tae                                     | Bumzu, Park Gi-tae        | 3:35    |
| 6. | „Uriga saranghaessdamyeon” (kor. 우리가 사랑했다면, ang. If We) | Baekho, Bumzu              | Bumzu, Baekho                                                  | Bumzu, Park Gi-tae        | 3:07    |

## Notowania
| Lista                          | Najwyższa pozycja |
| ------------------------------ | ----------------- |
| Gaon Weekly Album Chart        | 2                 |
| Gaon Yearly Album Chart (2019) | 25                |
| Five Music (Tajwan)            | 2                 |

## Nagrody w programach muzycznych
| Program                   | Data                 | Źródło |
| ------------------------- | -------------------- | ------ |
| Show Champion (MBC Music) | 30 października 2019 | [ 6 ]  |
| M Countdown (Mnet)        | 31 października 2019 | [ 7 ]  |
| Music Bank (KBS2)         | 1 listopada 2019     | [ 8 ]  |
| Show! Music Core (MBC)    | 2 listopada 2019     | [ 9 ]  |
| Inkigayo (SBS)            | 3 listopada 2019     | [ 10 ] |